# Monique Cornil
Monique Cornil (Turnhout, 15 de agosto de 1932) é uma artista plástica, escultora, ceramista belga.

## Biografia
Estudou artes na Académie des Beaux-Arts em Mons e na Academie voor Schone Kunsten em Turnhout. Desenvolveu seus trabalhos nas cidades de Bergen, Turnhout, Antuérpia (Middelheim) e São Paulo.

## Principais obras
- Fontaine de Messines, Mons (1959).[2]
- Pastor com três ovelhas, São Paulo (1958).[3]
- Le monde du travail, hier, ajoud'hui et demain, Charleroi no prédio da FGTB (Fédération Générale du Travail de Belgique)